# توغون تيمور
توغون تيمور(حكم: 1333 – 1370) هو آخر حكام سلالة يوان الحاكمة وأول حكام سلالة يوان الشمالية تولى الحكم في سلالة يوان الحاكمة. ويعتبر أيضًا آخر خاقان من الإمبراطورية المغولية.
تولى توغون تيمور الحكم بعد رينشبال خان ولاكنه انسحب من الصين بعد ثورة قام بها الصينيون ضده فانسحت إلى منغوليا لكي تصبح الصين تحت أسرة جديدة أما منغوليا فأصبحت تحت حكم سلالة يوان الشمالية في منغوليا وأول حكامها هو توغون تيمور نفسه وخلف توغون تيمور أحد قادته